# Kühlmittelverluststörfall
Als Kühlmittelverluststörfall (englisch loss-of-coolant accident, LOCA) wird in der Kerntechnik ein Störfall bezeichnet, der zum Austreten von Kühlmittel aus dem Kühlkreislauf des Kernreaktors führt.

## Auslegungsstörfall
Ein angenommener großer Kühlmittelverluststörfall ist in der Regel Basis für die Auslegung der Nachwärmeabfuhr- und Notkühlsysteme sowie des Sicherheitsbehälters eines Kernreaktors. Dabei wird der Bruch einer Hauptkühlmittel-Leitung unterstellt, und zwar in der gefährlichsten denkbaren Weise, nämlich so, dass beide Bruchenden vollständig offen sind und dem Kühlmittel damit das Doppelte des Leitungsquerschnitts zum Austritt zur Verfügung steht.
Der Auslegungsstörfall wird im allgemeinen Sprachgebrauch als Größter Anzunehmender Unfall (GAU) bezeichnet, also als der schwerste Unfall, dessen Eintrittswahrscheinlichkeit hoch genug ist, dass gegen ihn fixe Auslegungs-Vorkehrungen getroffen werden müssen.
Super-GAU oder auslegungsüberschreitender Unfall bezeichnet einen noch schwereren Unfall, dessen Eintrittswahrscheinlichkeit aber als so klein betrachtet wird, dass Auslegungs-Vorkehrungen als nicht nötig erscheinen; dennoch werden auch dagegen – teils improvisierte – Vorkehrungen getroffen, etwa (wie beim Fukushima-Ereignis umsetzbar) die Möglichkeit, mit Tanklösch-Fahrzeugen Wasser in den Reaktor einzuspeisen. Dazu gibt es jedoch in den Genehmigungsverfahren keine Vorgaben und somit auch keine Modellannahmen. Tritt ein Super-GAU ein, liegen nur Einschätzungen zum Systemverhalten und Erfahrungswerte aus bisherigen Ereignissen vor.

## Neueres Konzept
Eine neuere Sicherheits-„Philosophie“ betrachtet die bisherigen Annahmen aus mehreren Gründen als überholt:
- zum einen als unzureichend wegen der größeren Eintrittswahrscheinlichkeiten kleinerer LOCAs, die sich – wie beim Three Mile Island-Unfall – bis hin zu Kernschmelz-Unfällen weiterentwickeln;
- zum anderen als überhöht gegenüber dem Konzept der sogenannten Basissicherheit von Hauptkühlmittel-Leitungen (HKL). Diese werden wegen verbesserter Prüfmöglichkeiten des Qualitäts-Zustands der Leitungen sowie aufgrund des Leck-vor-Bruch-Prinzips als basissicher angesehen, d. h. die Wahrscheinlichkeit eines Hauptkühlmittel-Leitungsbruchs wird als äußerst gering eingestuft.
  - Zweifel an diesem neuen, für den Errichter neuer und den Betreiber bestehender Kernkraftwerke günstigeren, Konzept kamen allerdings 2008 auf, als im Kernkraftwerk Wolf Creek (USA) Risse an sog. Mischnähten entdeckt wurden, die laut Berechnungen binnen 1,9 bis 2,6 Jahren zu einem Leck und praktisch gleichzeitig zum Abriss der Hauptkühlmittel-Leitung führen würden[2];
- zum dritten als unzureichend wegen der Eintrittswahrscheinlichkeit von Störungen in der Energiezufuhr,
  - wie nach dem Brand eines Transformators in Krümmel am 28. Juni 2007 und dem nachfolgenden Ausfall des Reservetransformators am 30. Juni 2007[3].
  - wie nach der Überflutung und Totalausfall der Notstromversorgungen im Kernkraftwerk Fukushima I am 11. März 2011.

## Beherrschung von Kühlmittelverluststörfällen
Zur Beherrschung von Kühlmittelverluststörfällen haben Kernkraftwerke verschiedene konstruktive Eigenschaften und Einrichtungen. Am Beispiel eines Druckwasserreaktors, wie er in vielen deutschen Kernkraftwerken in Betrieb war, lässt sich der Ablauf der Gegenmaßnahmen bei einem solchen Störfall durch die folgenden vier Phasen beschreiben. Diese werden der Reihe nach eingeleitet, falls das Austreten des Kühlmittels nicht schon bis zum jeweiligen Zeitpunkt beendet ist. Das aus dem Leck austretende Wasser sammelt sich am Boden des Sicherheitsbehälters und bildet unter dem Druckbehälter im Containment den so genannten Sumpf.
- Druckentlastung: Durch das Leck strömt das Kühlmittel als Wasser-Dampf-Gemisch in den Sicherheitsbehälter. Der Druck im Primärkreislauf fällt ab. Der Reaktor wird durch das Sicherheitssystem automatisch abgeschaltet.
- Druckspeichereinspeisung: Der Druck im Primärkreislauf ist hinreichend abgesunken. Unter Vordruck stehende Wasserspeicher fluten dann automatisch den Reaktorkern. Die heißen Brennelemente (siehe Nachzerfallswärme) werden dadurch weiterhin gekühlt.
- Kernflutung: Bevor die Druckspeicher leer sind, beginnt die weitere Kühlung des Reaktorkerns aus den Flutbehältern. Hoher Wasserdruck ist bei erfolgreich verringerter Temperatur der Brennelemente nicht mehr nötig. Wegen eintretender Verdampfung muss jedoch nicht nur das Kühlmittel umgewälzt, sondern auch ergänzt werden.
- Sumpfkreislauf: Wenn die Flutbehälter entleert sind, wird automatisch auf Umwälzbetrieb umgeschaltet. Nachkühlpumpen fördern das Wasser fortdauernd aus dem Sumpf über Nachwärmekühler in den Primärkreislauf zurück.

## Abklingbecken
Außer den Brennelementen im Kernreaktor selbst befindet sich im Reaktorgebäude oder in einem Nebengebäude eines Kernkraftwerks auch ein Abklingbecken mit Wasser als Kühlmittel zum Abführen der Nachzerfallswärme von abgebrannten Brennelementen. Ein Abklingbecken steht nicht unter Druck, so dass bei Kühlmittelverlust notfalls auch behelfsmäßig von außen (mittels Feuerwehrspritzen, Polizei-Wasserwerfern etc.) eine Wiederbefüllung versucht werden kann.